# 岩本義幸
岩本 義幸（いわもと よしゆき）は、日本の男性声優。

## 出演
太字はメインキャラクター。

### ゲーム
- THE KING OF FIGHTERS '99（クリザリッド）
- THE KING OF FIGHTERS '99 EVOLUTION（クリザリッド）
- THE KING OF FIGHTERS 2000（クリザリッド）※PS2版
- THE KING OF FIGHTERS 2002 UNLIMITED MATCH（クリザリッド）
- サムライスピリッツ新章 〜剣客異聞録 甦りし蒼紅の刃〜（伊賀忍軍）

### CD
- THE KING OF FIGHTERS '99（クリザリッド）
- サムライスピリッツ新章 〜剣客異聞録 甦りし蒼紅の刃〜（伊賀忍軍）